# Новая Украина (Луганская область)
Новая Украина (укр. Нова Украіна) — село в Старобельском районе Луганской области Украины. Входит в Бондаревский сельский совет. До 2020 года село было в составе упразднённого Марковского района.
Население по переписи 2001 года составляло 33 человека. Почтовый индекс — 92444. Телефонный код — 6464. Занимает площадь 0,07 км².

## Местный совет
92443, Луганська обл., Марківський р-н, с. Бондарівка, пр. Центральний, 2д  (укр.)